# Aeroportul Nifty
Aeroportul Nifty (IATA: NIF, ICAO: YCNF) este un aeroport din Australia de Vest, Australia.
Situat la o altitudine de 297 m, aeroportul dispune de o singură pistă.